# Les Gémeaux de Saturne
Les Gémeaux de Saturne est le trentième album et la trente-sixième histoire de la série Yoko Tsuno de Roger Leloup. Il est publié le 13 mai 2022.

## Résumé
Khâny emmène Yoko, Vic, Pol, Emilia et Rosée en direction de Saturne, autour de laquelle gravite une comète morte nommée Ryâ, faite de glace et de poches d'oxygène, qui aurait été exploitée pour alimenter une cité spatiale vinéenne dont on n'a jamais retrouvé la trace. Un message étrange, « Sauvez Ryâ ! » a été émis depuis la comète. A leur arrivée sur la station spatiale vinéenne en orbite autour de Saturne, Lâthy les informe qu'il y aurait un être vivant sur la comète.
Sur la comète, Yoko et Khâny découvrent l'épave de l'avant d'un vaisseau spatial à l'intérieur duquel se trouve, dans un sarcophage de survie, une mystérieuse petite créature bien mal en point, d'origine vinéenne, appelée Ryâ, comme la comète. Elle est accompagnée de son "frère", un demi-androïde qui est la copie synthétique de Ryâ, appelé Topy. Yoko et Lâthy décident de transférer Ryâ à bord de leur navette pour la soigner.
En suivant un robot qui part se recharger en énergie, Yoko découvre l'arrière du vaisseau spatial, à l'intérieur duquel elle est confrontée à une intelligence artificielle sous forme de plasma. Cette intelligence cherche à prendre le contrôle de Yoko. Myna la combat, tandis que Khâny et Vic viennent à leur secours et parviennent à désintégrer le plasma intelligent. Yoko est ramenée inconsciente et se remet lentement. Khâny met le cap sur Jupiter, et sur une base spatiale en orbite autour de cette planète. Dans cette base, deux androïdes veillent sur des créatures en léthargie, qui sont semblables à Ryâ. Khâny avoue à Yoko que c'est elle qui avait envoyé le message « Sauvez Ryâ ! » pour avoir un prétexte pour se rendre sur la comète.
Mais plutôt que de laisser Ryâ dans cette base où elle serait "reprogrammée", Yoko préfère la ramener sur Terre où elle pourra rejoindre les Celtes vivant près du Temple des immortels. Elle ramènera aussi les autres créatures de la base, laissant les deux mères androïdes seules.

## Personnages
| Trio                                  | Terriens                             | Alliés Vinéens                                             | Adversaire           |
| ------------------------------------- | ------------------------------------ | ---------------------------------------------------------- | -------------------- |
| - Yoko Tsuno - Vic Vidéo - Pol Pitron | - Rosée du matin - Émilia Mac Kinley | - Khâny - Poky - Lâthy - Myna - Ryâ - Topy (semi-androïde) | - Plasma intelligent |

## Lieux
- près de Saturne
- près de Jupiter

## Éditions
Le titre est disponible en édition cartonnée standard (218 × 300 mm) de 48 pages avec une couverture inédite.